# Schloss Gottesaue

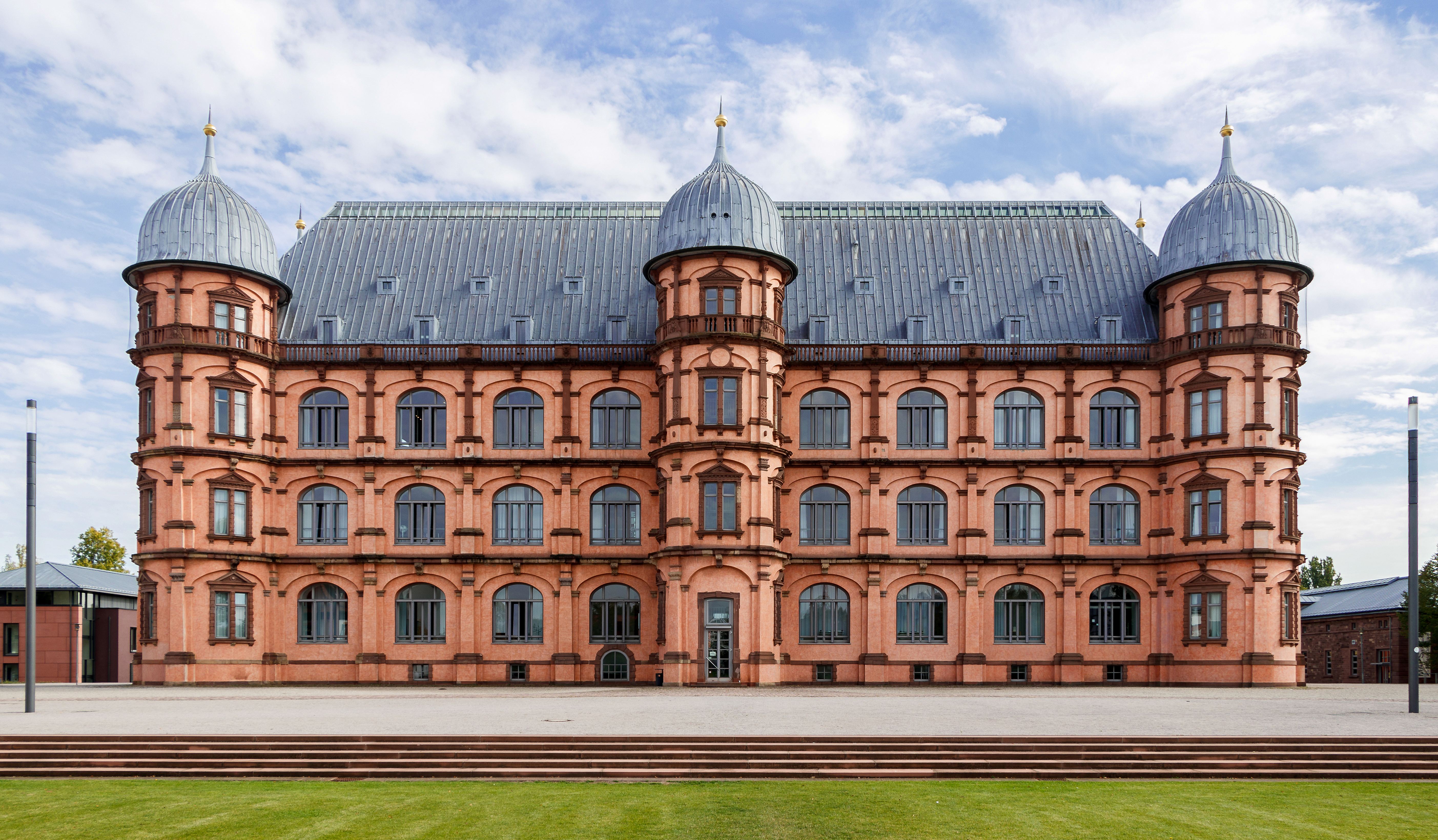
Westseite (2018)

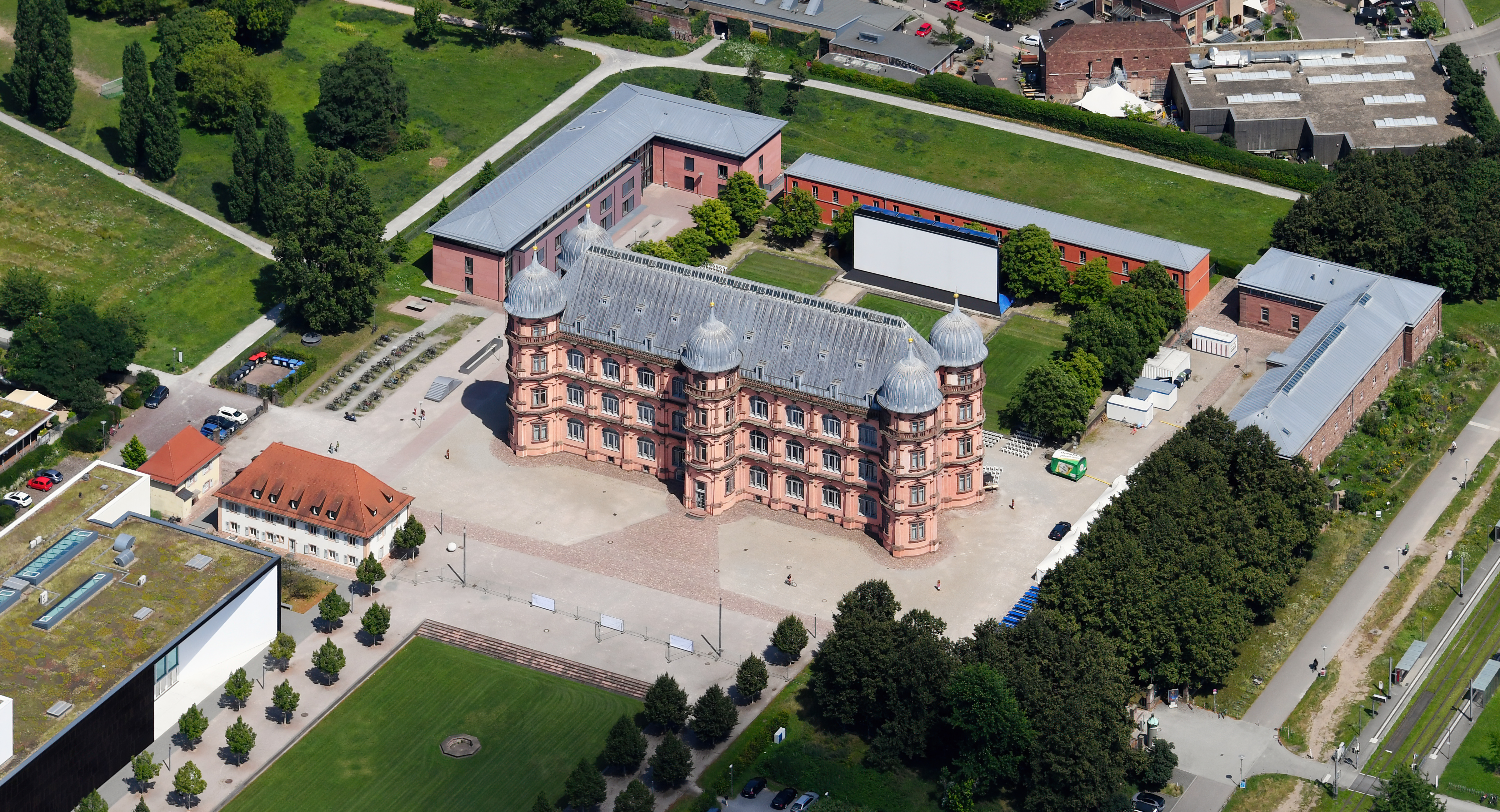
Schloss Gottesaue von Südwesten aus der Luft gesehen

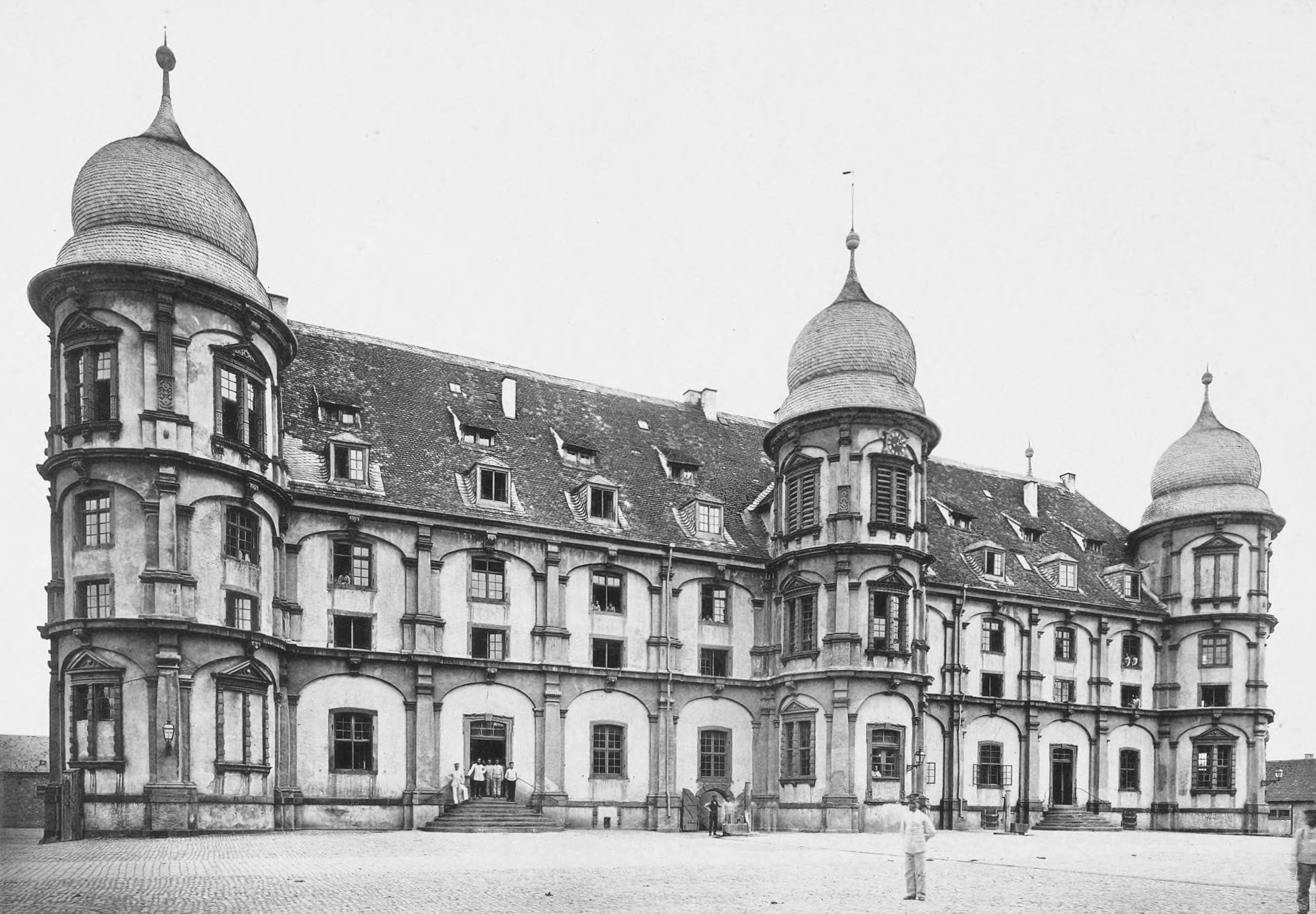
Ende des 19. Jahrhunderts als Kaserne

Schloss Gottesaue ist ein mehrfach zerstörtes und wiederaufgebautes Renaissance-Schloss in der Karlsruher Oststadt auf dem Areal einer ehemaligen Benediktinerabtei. Es ist heute Sitz der Hochschule für Musik Karlsruhe.

## Geschichte

### Überblick
1094 wurde die Benediktinerabtei Gottesaue von Graf Berthold von Hohenberg gestiftet. Das Kloster wurde 1525 geplündert und durch Brand beschädigt. Markgraf Ernst Friedrich von Baden-Durlach ließ von 1588 bis 1597 auf dem Gelände nach den Plänen von Johannes Schoch ein Schloss erbauen. 1689 wurde das Schloss im Pfälzischen Erbfolgekrieg durch Brand zerstört und notdürftig repariert. Nach einem weiteren Brand 1735 wurde es 1743 niedriger wieder aufgebaut und vom Kammergut als Fruchtspeicher genutzt. 1818 wurde das Gebäude Kaserne und 1919 Mietskaserne. Nachdem es 1935 kurz als Polizeischule gedient hatte, wurde es 1936 wieder Kaserne. Bei einem Luftangriff 1944 wurde der Bau zerstört und ein Teil der Ruine danach wegen Einsturzgefahr gesprengt. Der Wiederaufbau begann 1982, in der äußeren Gestalt weitgehend im Stil des 16. Jahrhunderts, mit sichtbarer Einbeziehung erhaltener Mauerreste. 1989 zog die Hochschule für Musik Karlsruhe ein. In der Zeit danach wurden auch das Kavaliershaus Fuchsbau, der Marstall und weitere Nebengebäude für die Nutzung durch die Hochschule hergerichtet.

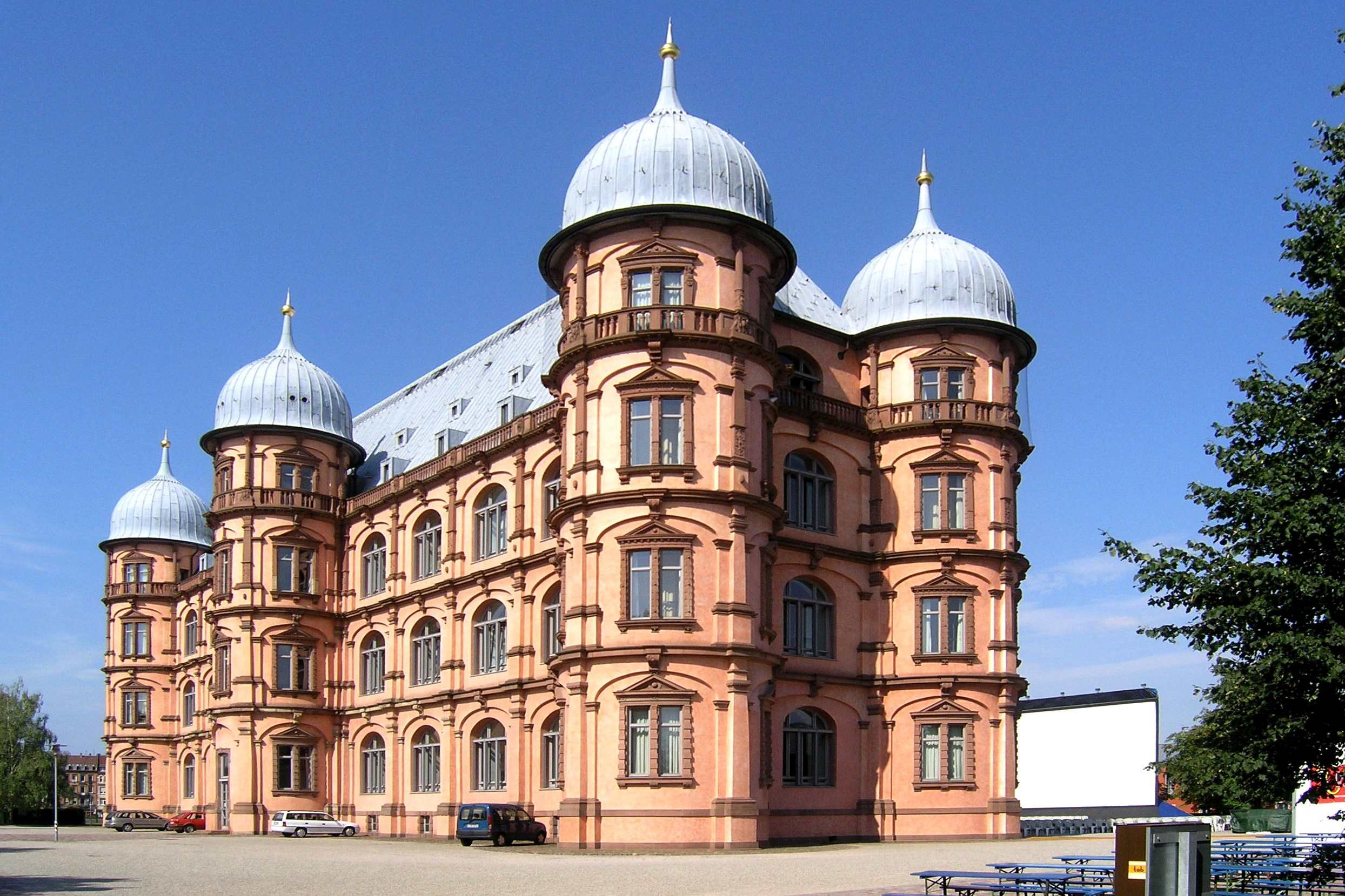
Südwest-Ansicht
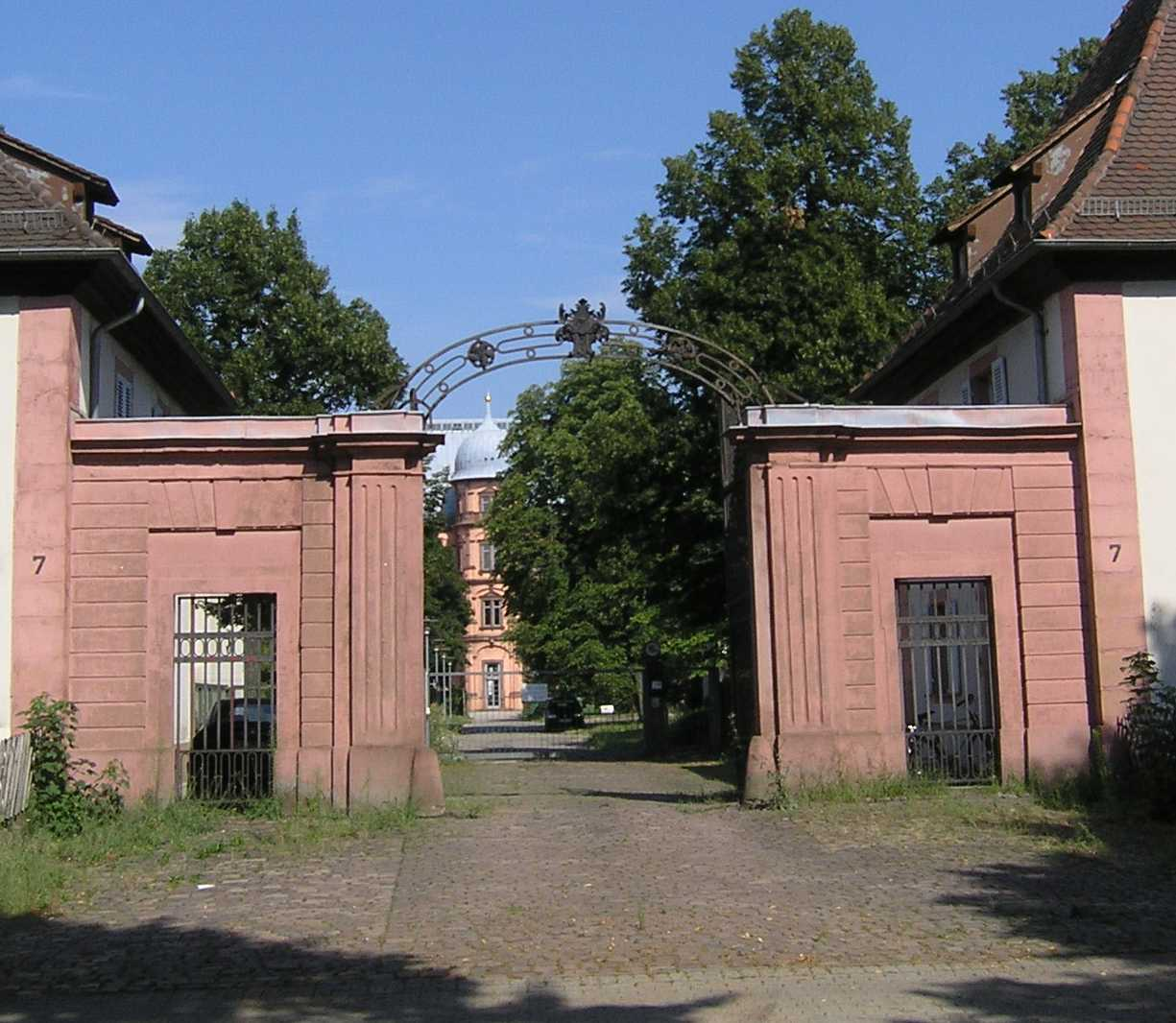
Altes Tor
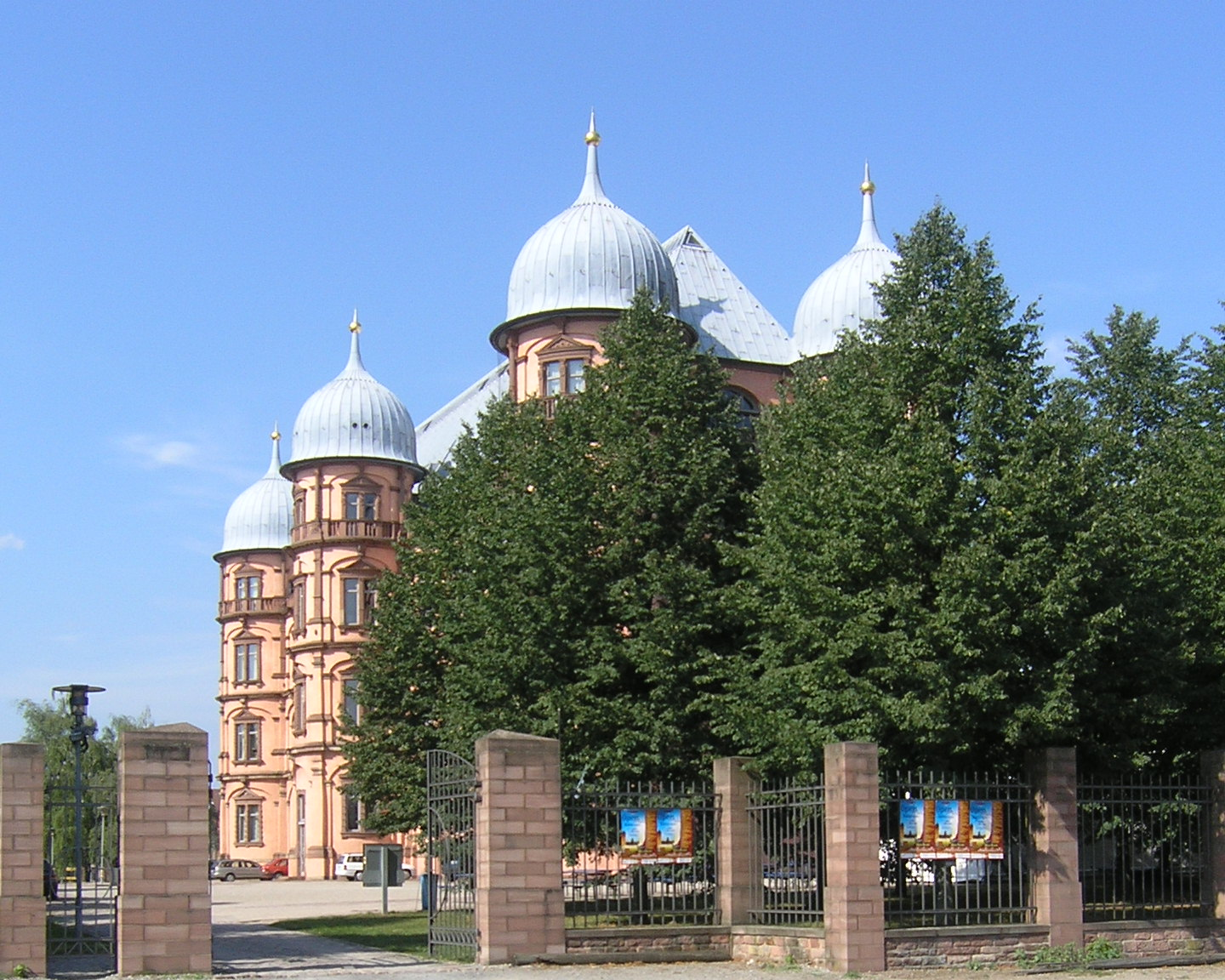
Neues Tor
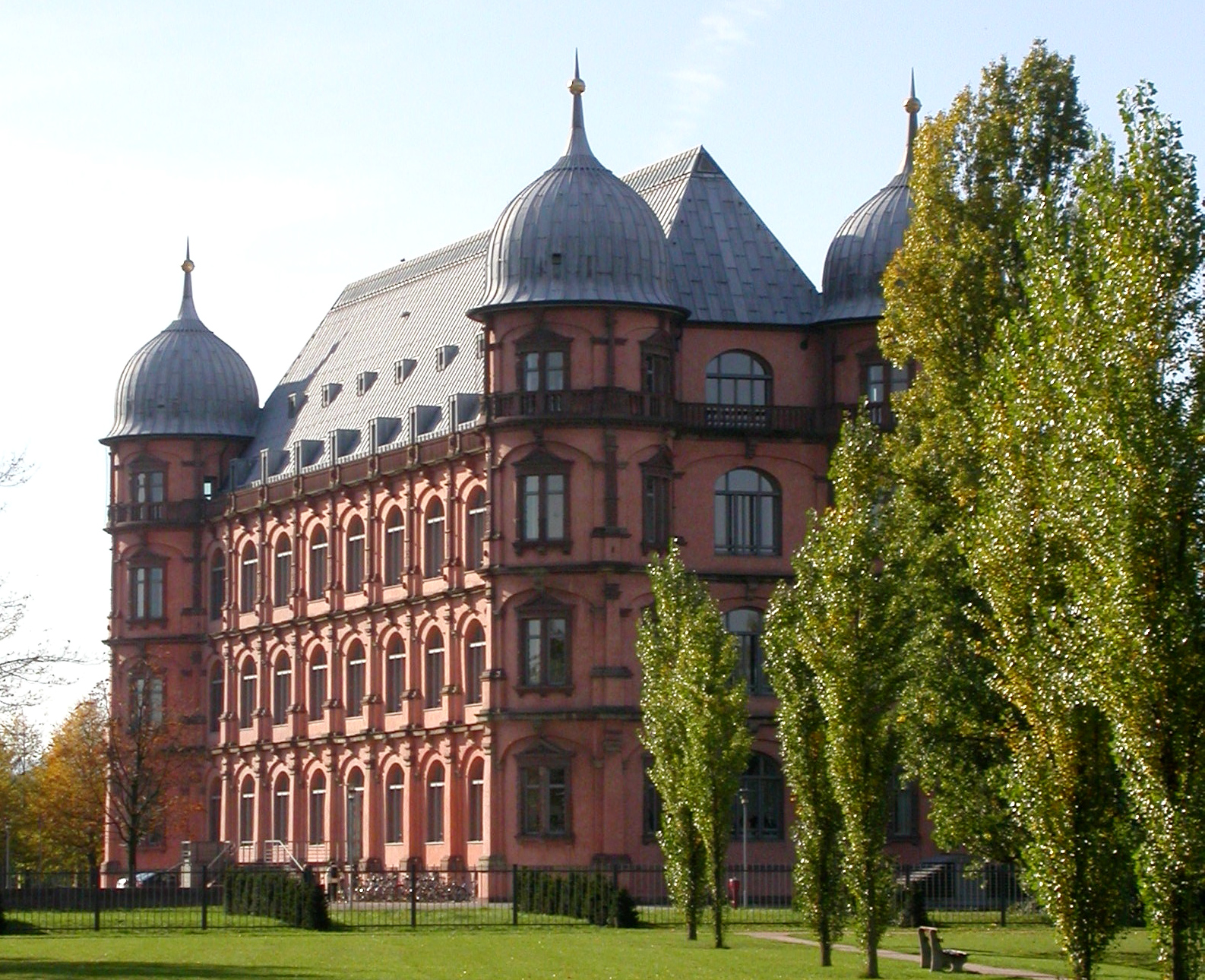
Ostseite

### Kloster
Graf Berchtholdus de Hohenburg stiftete 1094 das Kloster in Gotzaugen, das durch Bischof Gebhard III. von Konstanz 1103 geweiht wurde. Das berichtet ein im 17. Jahrhundert gefertigter Auszug aus den nicht erhaltenen klösterlichen Annalen. Gotzaugen war ein Rodungsgebiet am Rand der Grafschaft im Ufgau. Berthold, der sich nach der von ihm oder seinem Vorgänger erbauten Burg auf dem Hohenberg benannte – dem heutigen Turmberg bei Durlach –, war Inhaber der Grafschaft im Pfinzgau. Er schenkte dem Konvent den zur Versorgung notwendigen Besitz. Beeinflusst durch die Hirsauer Reform, im Sinn der Reformbewegung von Cluny, verzichtete Graf Berthold auf das Recht des Eigenkirchenherrn zur Wahl und Einsetzung des Abtes. Das dokumentiert eine Urkunde König Heinrichs V. aus dem Jahr 1110, in der dem Stifter und seiner Familie das Recht auf die bedingt erbliche Klostervogtei bestätigt wird. Bertholds Hauskloster, die Benediktinerabtei Gottesaue, sollte geistlicher und geistiger Mittelpunkt seiner Herrschaft sein und Grablege seines Geschlechts. Der erste Abt des Klosters kam aus Hirsau und sicher auch einige Mönche. Graf Berthold starb schon 1110; er wurde in der Vierung der Klosterkirche beigesetzt. Die Grafen von Hohenberg starben bald aus und ihr Erbe fiel an die Markgrafen von Baden, damit auch das Recht auf die Stiftervogtei.
Das Kloster hatte nur eine kurze Zeit der Blüte. Nach Schenkungen und Kauf von Besitzungen und Rechten, nach der Rodungs- und Siedlungstätigkeit der Abtei sorgte die ausgedehnte Grundherrschaft im späten 13. Jahrhundert für eine solide wirtschaftliche Grundlage. Im 14. Jahrhundert kam der Niedergang, und die Quellen berichten von großer Armut. Im 15. Jahrhundert ging es dann wieder aufwärts. 1485 wurde eine neuerbaute Kapelle geweiht und auch die Altäre in der renovierten Kirche.
Von dieser Klosterkirche ist nichts erhalten, und auch ihre genaue Lage im ehemaligen Klosterbezirk ist bis heute nicht sicher bekannt. Das etwa 100 m × 250 m umfassende Areal der mittelalterlichen Klosteranlage wurde seit dem 16. Jahrhundert immer wieder neu überbaut. Mit den aus schriftlichen Überlieferungen gewonnenen Erkenntnissen und dem Vergleich mit der zur gleichen Zeit erbauten Benediktinerabtei in Alpirsbach kann man aber eine Vorstellung von der Klosteranlage in Gottesaue gewinnen: Die Klosterkirche in Gottesaue war eine dreischiffige Basilika mit Querhaus und einem zweigeschossigen Westwerk. Kapitelsaal und Kreuzgang lagen mit den Konventsgebäuden auf der Südseite der Kirche; auf der Nordseite lag der 1485 geweihte neue Friedhof und die erwähnte Kapelle. Westlich dieser Anlage befand sich der vermutlich bescheidene Wirtschaftshof.
Im Kloster gab es natürlich eine Bibliothek. Drei in jüngerer Zeit zufällig aufgefundene Bücher bezeugen die Beschäftigung mit philosophischen, theologischen und juristischen Themen. Über ein reges geistiges Leben im Kloster ist aber nichts bekannt. In der Mitte des 15. Jahrhunderts bemühte sich die Abtei um einen Anschluss an die Reformbewegung der Bursfelder Kongregation.
1525, im Bauernkrieg, wurde das Kloster geplündert und angezündet. Nach der Niederschlagung des Aufruhrs richteten sich die zurückgekehrten Mönche in den erhalten gebliebenen Gebäuden wieder notdürftig ein, aber das Klosterleben kam allmählich zum Erliegen. Als der Abt 1529 starb, wurde für ihn kein Nachfolger mehr gewählt. 1556 starb der letzte Mönch. Im selben Jahr wurde in der Markgrafschaft Baden-Durlach die Reformation eingeführt. Das Klostergut wurde säkularisiert und Domäne der Markgrafen von Baden.

### Schloss

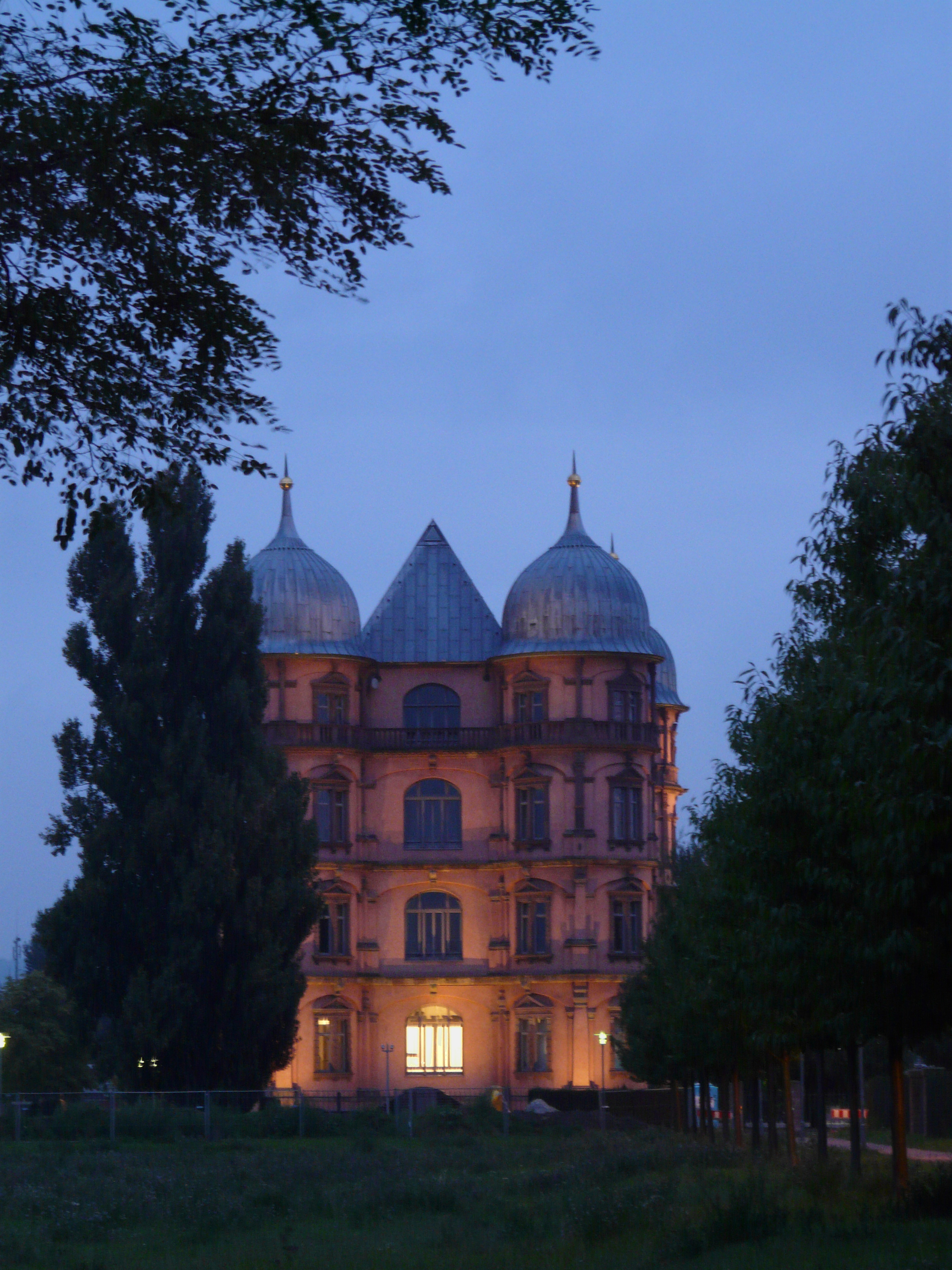
Das Schloss am Abend

Unter Markgraf Ernst Friedrich begann nach 1584 eine rege Bautätigkeit. Ein Viehhaus und Stallungen wurden errichtet und in einem Teil der alten Klosterkirche ein Speicher. Nach den Plänen des Straßburger Baumeisters Johannes Schoch begann man 1588 mit dem Bau des Gottesauer Schlosses. Vom Innenausbau abgesehen waren die Bauarbeiten 1597 beendet. Im zweiten Stockwerk befand sich die Schlosskapelle und ein kleiner Saal und im dritten Stock der große Festsaal. Der in zwei Bauabschnitten entstandene Neubau mit seinen fünf Türmen steht nicht auf den Fundamenten der umfunktionierten und in Teilen abgebrochenen alten Kirche.
Im Dreißigjährigen Krieg erlebte Gottesaue den Versuch der Wiedereinrichtung eines Klosters. Im Restitutionsedikt von 1629 war verfügt, dass geistlicher Besitz, der nach 1552 säkularisiert wurde, an die Kirche zurückzugeben sei. Da das Kloster mit seinen Besitzungen erst 1556 markgräfliche Domäne geworden war, traf dies auch für Gottesaue zu. Als 1631 zwei Benediktiner kamen, um die Verwaltung des Klosters zu organisieren, war von der ehemaligen Klosterkirche und den Konventsgebäuden nichts mehr vorhanden. Aber neben drei oder vier bewohnbaren Häusern und einigen Ställen und Scheunen sah man ein schönes außwendig gar stattlich ahnzusehen schloss mit vielen leerstehenden Räumen. Nach einem Jahr mussten die beiden Mönche wegen der Kriegsereignisse fliehen, aber sie kamen bald wieder zurück und richteten 1635 im verwahrlosten Schloss die Schlosskapelle ein. 1648, im Westfälischen Frieden, wurde Gottesaue dann wieder Markgraf Friedrich von Baden-Durlach zugesprochen, und die Benediktiner mussten ihren alten Besitz endgültig verlassen.
Den Dreißigjährigen Krieg hatte das Schloss mehr oder weniger schadlos überstanden, aber 1689 wurde es im Pfälzischen Erbfolgekrieg durch Brand zerstört. Das dritte Geschoss wurde nun abgetragen, die ausgebrannten Räume wurden notdürftig repariert und das Gebäude diente dem Kammergut wieder als Nutzraum. Durch einen nicht rechtzeitig bemerkten Brand in der Nachbarschaft wurden die verbliebenen Reste des Schlosses 1735 ein zweites Mal zerstört. Jetzt war das ganze Schloß in die Asche geleget. Nach Plänen des Ingenieurs Johann Christoph Lauterbach wurde der Bau ab 1743 in veränderter Form zweigeschossig wieder aufgebaut und als Fruchtspeicher genutzt.
Die 1535 entstandenen Teilmarkgrafschaften Baden-Durlach und Baden-Baden vereinigten sich 1771 wieder zur Markgrafschaft Baden, die im Gefolge der Französischen Revolution einen riesigen Gebietszuwachs hatte. Markgraf Karl Friedrich nahm 1806 den Titel Großherzog an. Das Großherzogtum musste neu organisiert werden, unter anderem auch beim Militär. So zog in einem Teil des seither landwirtschaftlich genutzten Kammergutes Gottesaue 1818 das Militär ein. Das umgebaute ehemalige Renaissance-Schloss wurde nun als Kaserne genutzt.
Im November 1918 dankte der letzte Großherzog ab und 1919 entstand der Freistaat Baden. Nach 1922 richtete die Stadt Karlsruhe (seit 1715 entstandene Residenzstadt) in den ehemaligen Kasernen neben Gewerbebetrieben und sozialen Einrichtungen Notwohnungen ein. 1935 wurde dann die Polizeischule nach Gottesaue verlegt. Die Baumaßnahmen für die beabsichtigte Nutzung des Schlosses als Polizeikaserne stellte man wegen der Kriegsereignisse 1940 ein. Am 27. Mai 1944 wurden bei einem Luftangriff auf Karlsruhe auch große Teile des Schlosses und viele andere Gebäude in Gottesaue zerstört. Nach der zur Sicherung der Ruine notwendigen Sprengung weiterer Teile blieb nur noch etwa die Hälfte der Außenwände zweier Geschosse stehen. Von 1982 bis 1989 wurde das Schloss unter sichtbarer Einbeziehung vorhandener Reste rekonstruiert. In seiner äußeren Gestalt entspricht das Bauwerk heute weitgehend dem Renaissance-Schloss aus dem 16. Jahrhundert. Nicht erhaltene Bauteile wurden mit modernen Materialien ergänzt, die Unterschiede zwischen alt und neu sichtbar belassen. Die Architektin Barbara Jakubeit erhielt für diese Arbeit 1991 den Hugo-Häring-Preis. Als neuer Nutzer zog 1989 die Hochschule für Musik Karlsruhe ein.

## Name des Schlosses
Während man im Webangebot der Stadt Karlsruhe meist „Schloss Gottesaue“ liest und auch eine angrenzende Straße so heißt, befürwortet das Stadtarchiv Karlsruhe den Namen „Schloss Gottesau“, da es in einem Werk von Emil Lecroix („Die Kunstdenkmäler des Amtsbezirks Karlsruhe-Land. Karlsruhe 1937“) so genannt wird.